# Kabinett Shehu IV

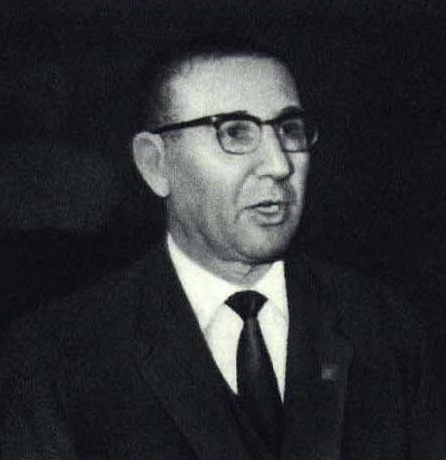
Mehmet Shehu war von 1954 bis 1981 Vorsitzender des Ministerrates der Sozialistischen Volksrepublik Albanien

Das Kabinett Shehu IV war eine Regierung der Sozialistischen Volksrepublik Albanien, die am 14. Juli 1966 von Ministerpräsident Mehmet Shehu von der Partei der Arbeit Albaniens PPSh (Partia e Punës e Shqipërisë) gebildet wurde. Es löste das Kabinett Shehu III ab und blieb bis zum 20. November 1970 im Amt, woraufhin es vom Kabinett Shehu V abgelöst wurde.
Die Regierungsumbildung folgte auf die Parlamentswahlen vom 10. Juli 1966. Sämtliche Minister gehörten schon dem vorherigen Kabinett an. Die Reduktion um mehrere Ämter war schon zuvor erfolgt: Per 1. Januar 1965 war das Ministerium für Industrie, Bergbau und Geologie aufgeteilt, in den ersten Monaten des Jahres 1966 waren die Ämter der Ersten Stellvertretenden Vorsitzenden des Ministerrats aufgelöst und die Zahl der Stellvertretenden Vorsitzenden des Ministerrats reduziert worden. Das Kabinett blieb auch über die vierjährige Amtszeit stabil. 
Unter dieser Regierung von Shehu fand eine starke Anbindung an die Volksrepublik China statt. Die von China übernommene Kulturrevolution hatte in Albanien keinen Einfluss auf den Parteiapparat, der die Bewegung streng kontrollierte. Die Auflösung des Justizministeriums im September 1966 war Teil dieser Kulturrevolution.
| Amt                                              | Amtsinhaber                | Beginn der Amtszeit          | Ende der Amtszeit                |
| ------------------------------------------------ | -------------------------- | ---------------------------- | -------------------------------- |
| Vorsitzender des Ministerrates                   | Mehmet Shehu               | 14. Juli 1966                | 20. November 1970                |
| Stellvertretender Vorsitzender des Ministerrates | Beqir Balluku              | 14. Juli 1966                | 20. November 1970                |
| Stellvertretender Vorsitzender des Ministerrates | Haki Toska                 | 14. Juli 1966                | 20. November 1970                |
| Stellvertretender Vorsitzender des Ministerrates | Adil Çarçani               | 14. Juli 1966                | 20. November 1970                |
| Stellvertretender Vorsitzender des Ministerrates | Spiro Koleka               | 14. Juli 1966                | 20. November 1970                |
| Verteidigungsminister                            | Beqir Balluku              | 14. Juli 1966                | 20. November 1970                |
| Innenminister                                    | Kadri Hazbiu               | 14. Juli 1966                | 20. November 1970                |
| Vorsitzender der Staatlichen Planungskommission  | Spiro Koleka Abdyl Këllezi | 14. Juli 1966 1. Januar 1968 | 1. Januar 1968 20. November 1970 |
| Außenminister                                    | Nesti Nase                 | 14. Juli 1966                | 20. November 1970                |
| Industrieminister                                | Koço Theodhosi             | 14. Juli 1966                | 20. November 1970                |
| Kommunikationsminister                           | Milo Qirko                 | 14. Juli 1966                | 20. November 1970                |
| Minister für Bildung und Kultur                  | Thoma Deljana              | 14. Juli 1966                | 20. November 1970                |
| Finanzminister                                   | Aleks Verli                | 14. Juli 1966                | 20. November 1970                |
| Justizminister                                   | Bilbil Klosi               | 14. Juli 1966                | 14. September 1966               |
| Außenhandelsminister                             | Kiço Ngjela                | 14. Juli 1966                | 20. November 1970                |
| Landwirtschaftsminister                          | Pirro Dodbiba              | 14. Juli 1966                | 20. November 1970                |